# Partia Wigów (Stany Zjednoczone)

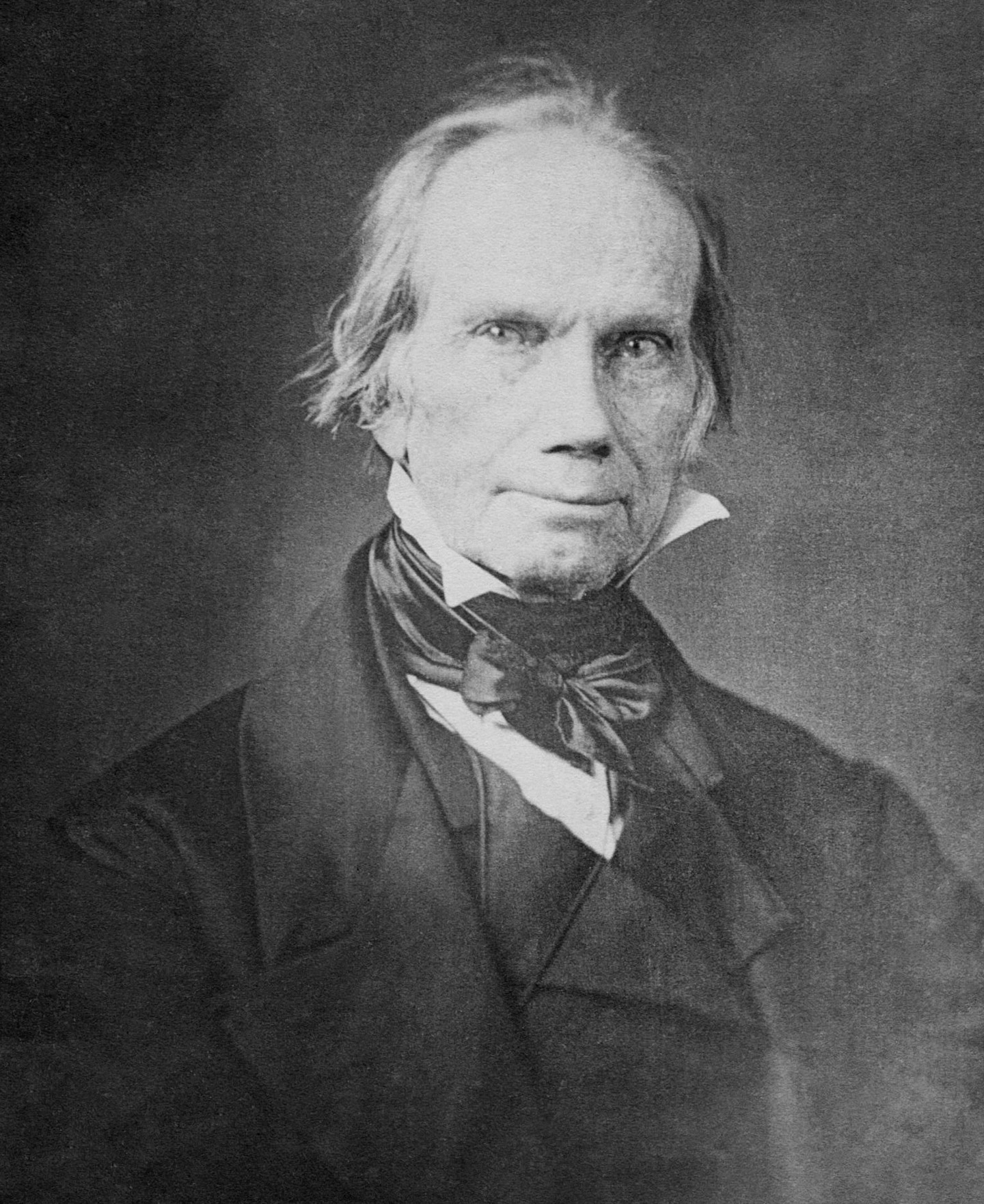
Henry Clay, współzałożyciel Partii Wigów

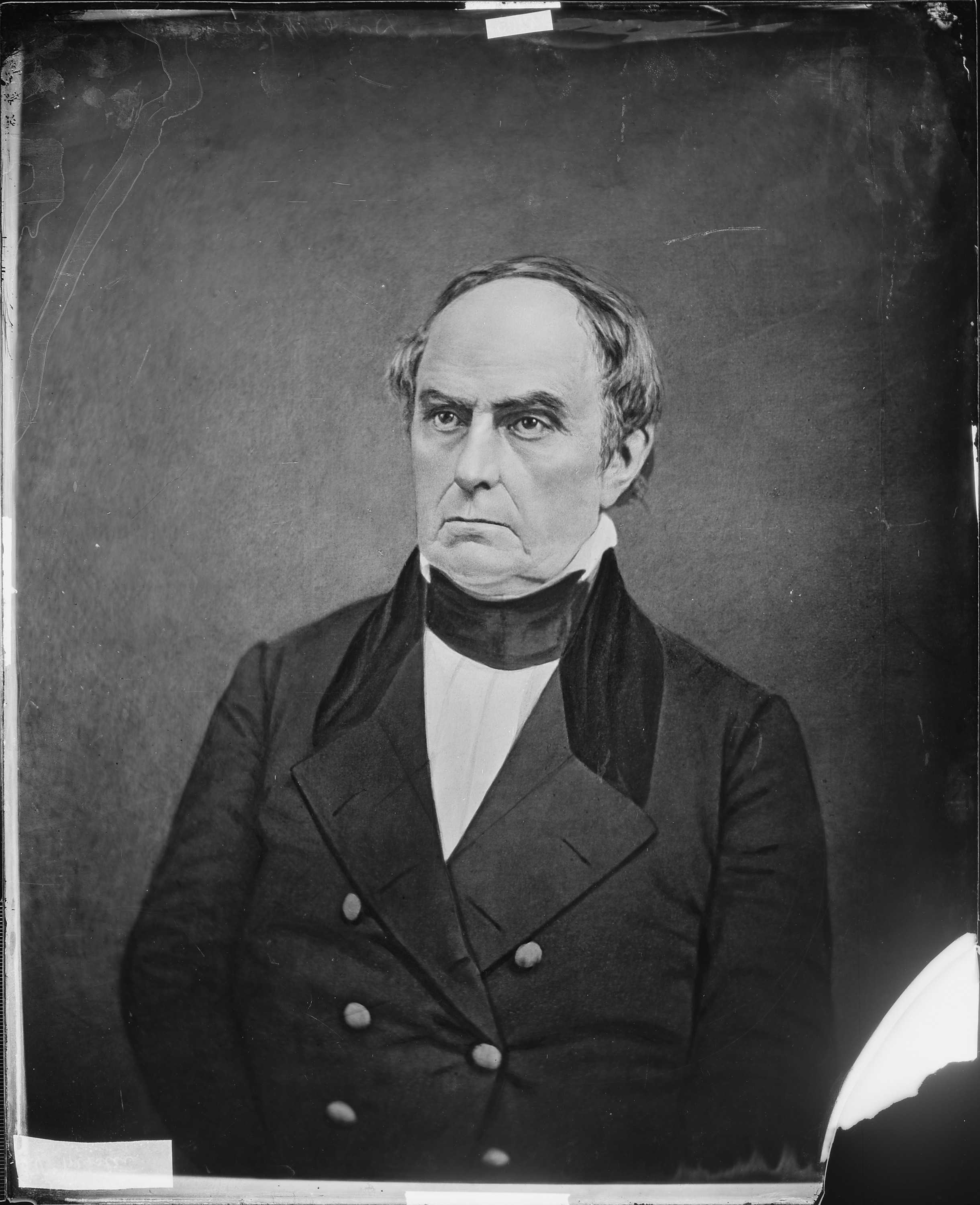
Daniel Webster, współzałożyciel Partii Wigów

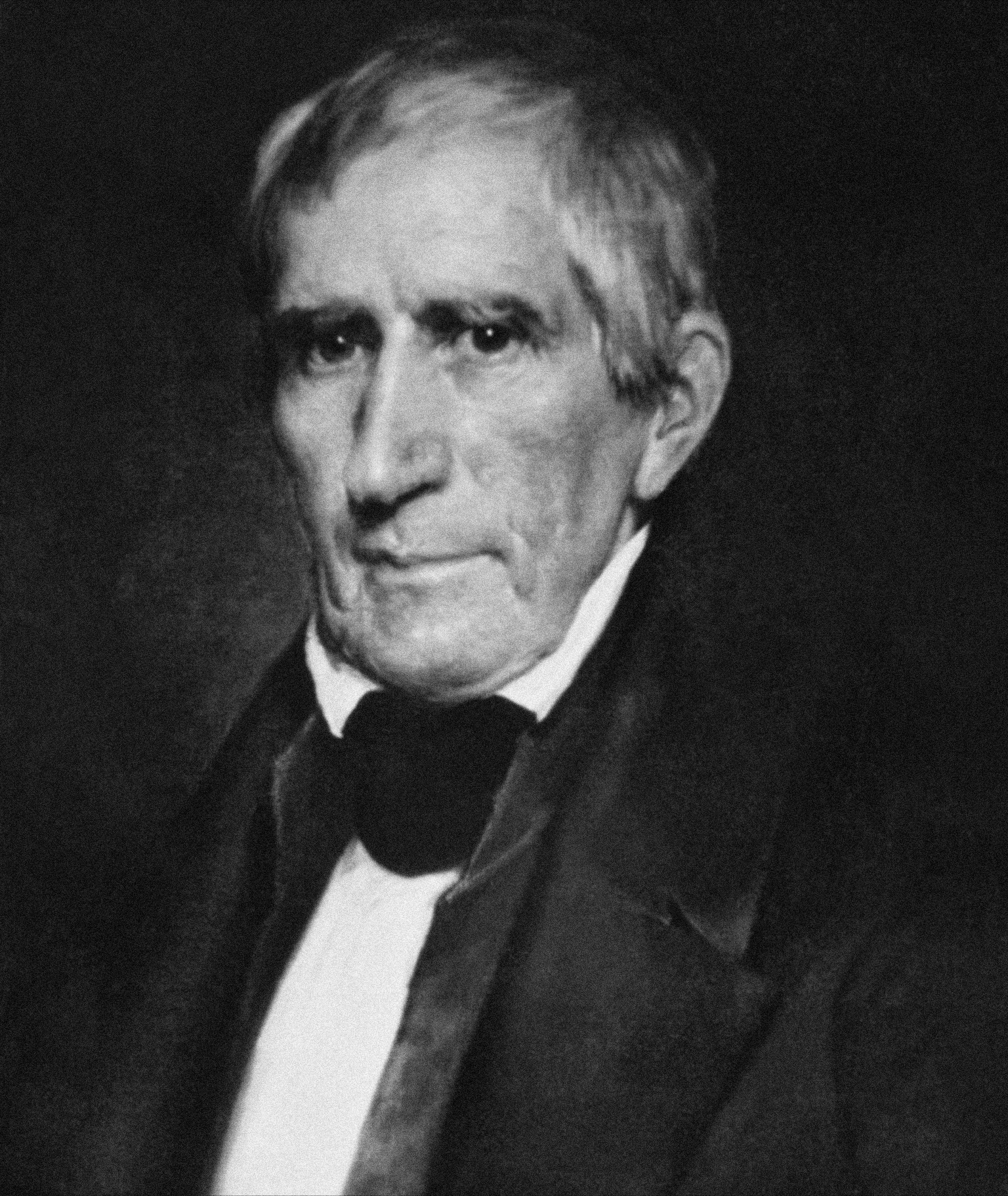
William Henry Harrison, prezydent z ramienia wigów

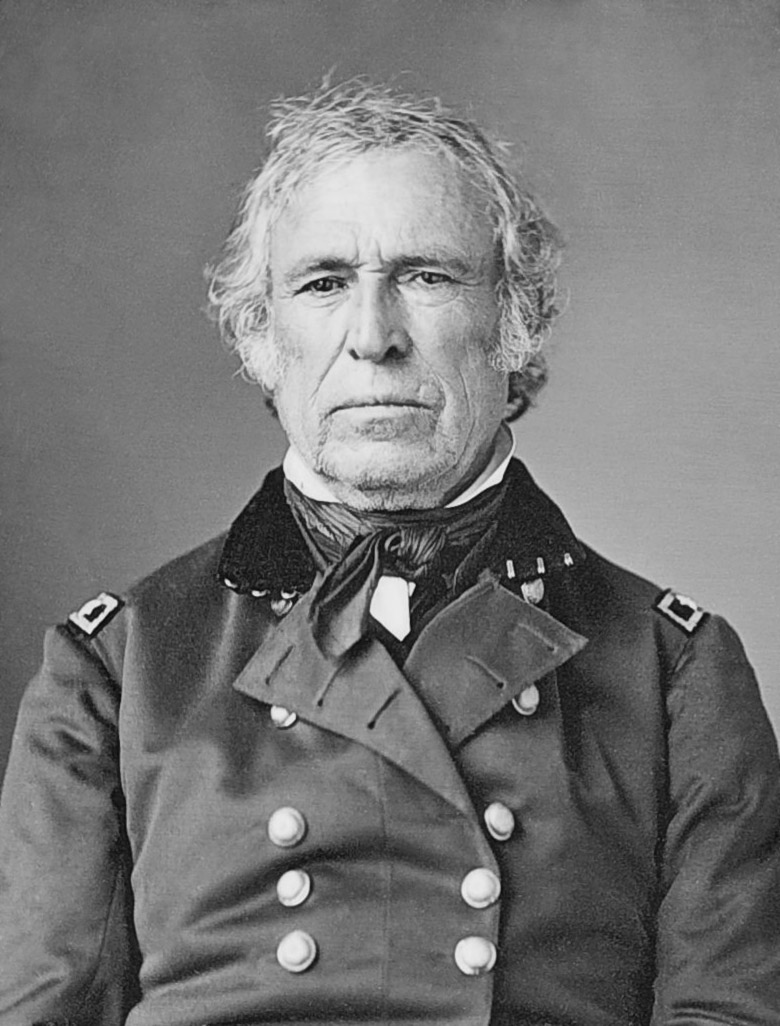
Zachary Taylor, prezydent z ramienia wigów

Partia Wigów (ang. Whig Party) – partia polityczna istniejąca i działająca w Stanach Zjednoczonych w latach 1834–1854.

## Historia
Termin „wig” po raz pierwszy pojawił się w Stanach Zjednoczonych w pierwszej połowie lat 30. XIX wieku i służył do określenia przeciwnika gabinetu Andrew Jacksona. Został on zaczerpnięty z systemu anglosaskiego, gdzie słowo wig oznaczało przeciwników władzy królewskiej oraz grupy ludzi, przeciwstawiających się dyktatorskim zapędom egzekutywy. Po porażkach wyborczych Narodowych Republikanów w 1828 i 1832 roku, grupy niezadowolone z prezydentury Jacksona zaczęły się jednoczyć, by uformować nową siłę polityczną. Do pierwszego spotkania prominentnych polityków antyjacksonowskich: Henry’ego Claya, Johna Calhouna, Johna Quincy’ego Adamsa, Williego Persona Manguma i Samuela Lewisa Southarda doszło na przełomie 1833 i 1834 roku w Waszyngtonie. Do grupy zarzucającej imperializm prezydentowi, dołączali także konserwatyści fiskalni, obrońcy praw południowych stanów oraz protekcjoniści, a także dawni członkowie upadłej Partii Antymasońskiej. Głównymi postulatami programu wigów było przedłużenie mandatu Drugiego Banku Stanów Zjednoczonych, utrzymanie wysokich taryf celnych, walka o suwerenność praw stanowych i finansowanie wydatków publicznych z zasobów federalnych. Struktury partii powstały szybko zwłaszcza na północnym wschodzie kraju. Formalnie Partia Wigów powstała w 1834 roku.

## Działalność
Głównymi politykami wigów byli Henry Clay, Daniel Webster, John Branch, John Macpherson Berrien, Hugh White, John M. Clayton i Thurlow Weed, a w późniejszym okresie – William H. Seward, Charles Francis Adams, John J. Crittenden, John Bell, Alexander Stephens i Robert Toombs. Pierwszym sprawdzianem dla nowej formacji były wybory prezydenckie w 1836 roku. Wigowie wystawili wówczas trzech kandydatów: Hugh White’a, Daniela Webstera i Williama Henry’ego Harrisona, odwołujących się do trzech regionów kraju. Liczyli, że w ten sposób, żaden z kandydatów nie uzyska wystarczającego poparcia w Kolegium Elektorów i wyboru dokona Izba Reprezentantów. Prezydentem został jednak kandydat demokratów, Martin Van Buren. W czasie jego kadencji wigowie zyskali poparcia na Północy, tracąc jednak na Południu, a także obsadzili kilka stanowisk gubernatorskich swoimi zwolennikami. W 1840 roku postanowili wystawić kandydaturę Harrisona na prezydenta, nie ogłaszając konkretnego programu i nie wypowiadając się w kontrowersyjnej kwestii niewolnictwa. Harrison zwyciężył, jednak zmarł miesiąc po zaprzysiężeniu, a jego następcą został John Tyler. Z uwagi na jego weto wobec ustawy o przywróceniu banku centralnego był on izolowany wśród członków swojej partii. Gdy niespełna pół roku po objęciu urzędu, niemalże cały jego gabinet podał się do dymisji, Tyler nie mógł efektywnie rządzić. W wyborach w 1844 roku postanowił wystartować sam Henry Clay, jednakże przegrał z Jamesem Polkiem, gdyż źle ocenił popularność ekspansjonizmu i idei Objawionego Przeznaczenia, przeciwstawiając się aneksji Teksasu. Wigowie utracili wówczas także większość w obu izbach Kongresu. W trakcie wojny amerykańsko-meksykańskiej poparcie dla wigów stopniowo malało. Gdy wigowie z Północy postanowili poprzeć plan Davida Wilmota, zakładający abolicjonizm na terenach zabranych Meksykowi, wigowie z Południa stanowczo się temu sprzeciwili. Doprowadziło to do rozłamu na dwie frakcje: „wigów sumienia” (antyniewolniczych) i „wigów bawełny” (proniewolniczych). W wyborach w 1848 roku frakcje się zjednoczyły by wystawić wspólnego kandydata – Zachary’ego Taylora, który odniósł zwycięstwo, głosząc hasła pokoju i jedności unii. Uchwalenie kompromisu z 1850 roku umożliwiło tymczasowe uspokojenie nastrojów w obu frakcjach, jednak sukcesja Fillmore’a (zagorzałego abolicjonisty), po śmierci Taylora, zintensyfikowała podziały. W 1852 roku delegaci nie mogli dogadać się co do nominata prezydenckiego, wahając się pomiędzy Websterem a Sewardem, więc ostatecznie postanowili wystawić Winfielda Scotta. Scott poniósł porażkę, a polaryzacja kraju w kwestii niewolnictwa, prowadziła partię do upadku. Ponadto, w tym samym roku zmarli dwaj główni liderzy wigów, Henry Clay i Daniel Webster, natomiast dwaj inni – Robert Toombs i Alexander Stephens przeszli na stronę demokratów. Struktury lokalne także się rozpadały, a część działaczy zaczęła współpracować z powstającą wówczas Partią Republikańską. Pozostali działacze przyłączyli się do Partii Nic Niewiedzących lub do Konstytucyjnej Partii Unii. Partia Wigów przestała istnieć w 1854 roku.
| Wybory prezydenckie | Kandydat               | Głosy powszechne | Głosy elektorskie |
| ------------------- | ---------------------- | ---------------- | ----------------- |
| 1836                | William Henry Harrison | 550 816          | 73                |
| 1840                | William Henry Harrison | 1 275 390        | 234               |
| 1844                | Henry Clay             | 1 300 004        | 105               |
| 1848                | Zachary Taylor         | 1 361 393        | 163               |
| 1852                | Winfield Scott         | 1 386 942        | 42                |

| Wybory do Izby Reprezentantów | Liczba mandatów |
| ----------------------------- | --------------- |
| 1836                          | 100             |
| 1838                          | 109             |
| 1840                          | 142             |
| 1842                          | 72              |
| 1844                          | 79              |
| 1846                          | 116             |
| 1848                          | 108             |
| 1850                          | 85              |
| 1852                          | 71              |

| Wybory do Senatu | Liczba mandatów |
| ---------------- | --------------- |
| 1836             | 17              |
| 1838             | 22              |
| 1840             | 29              |
| 1842             | 29              |
| 1844             | 22              |
| 1846             | 21              |
| 1848             | 25              |
| 1850             | 23              |
| 1852             | 22              |